# استپ

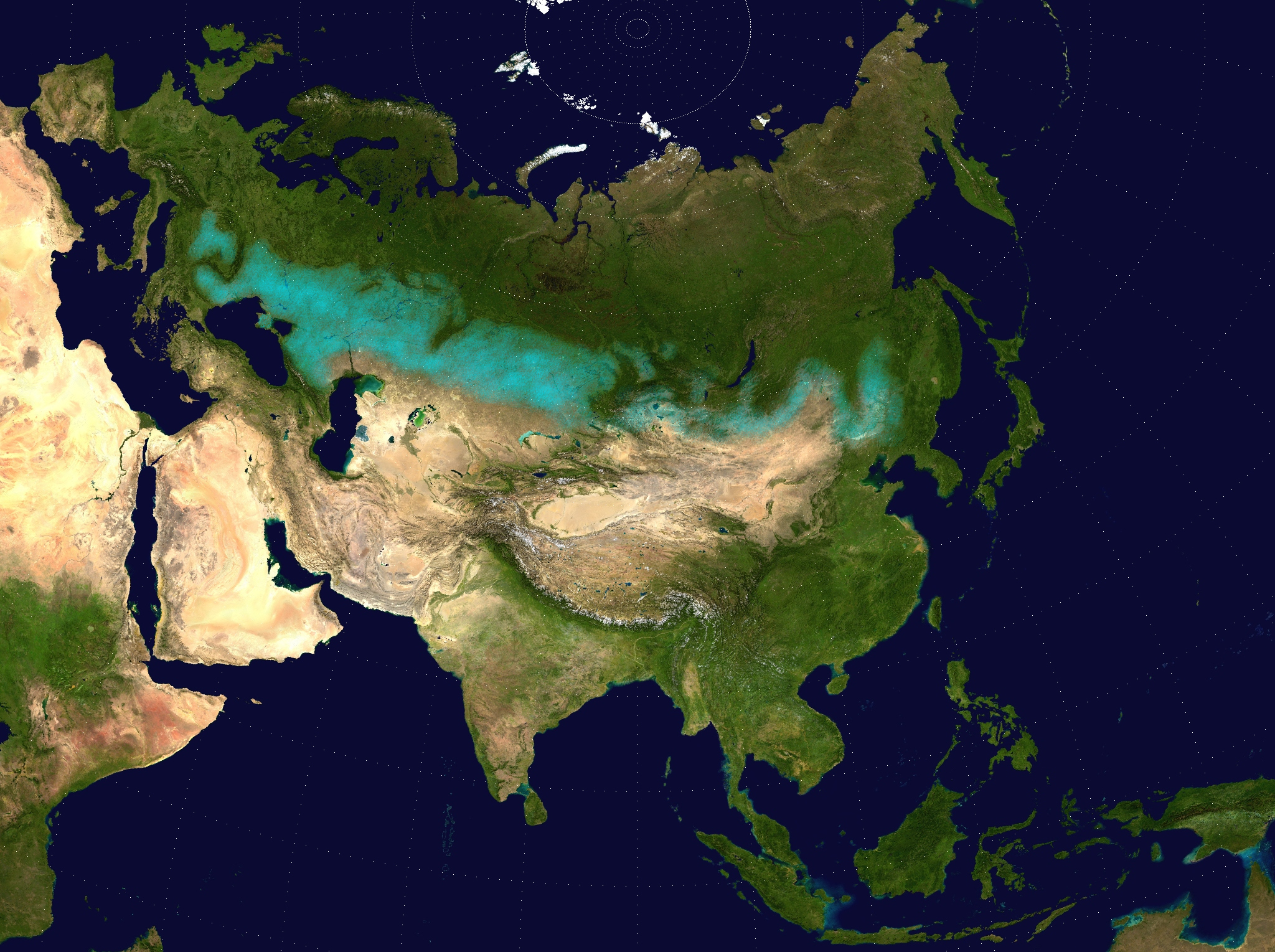
کمربند استپ اوراسیا (بخش سبز روی نقشه)

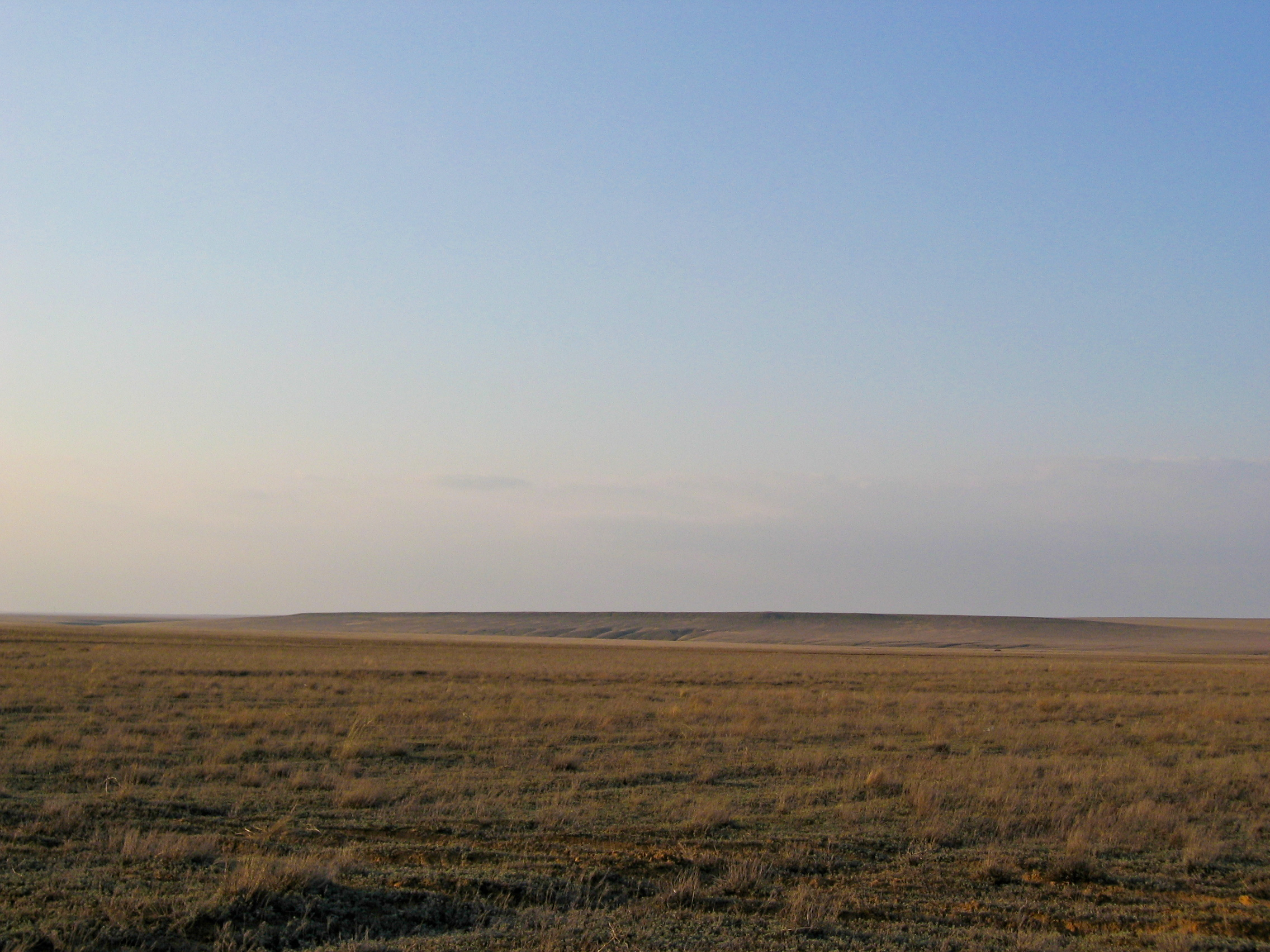
استپ در قزاقستان

اِستِپ یا سبزدشت منطقه‌ای است دارای درختان خاردار و بوته‌های کوتاه قد که با فاصله از هم روییده‌اند. استپ پوشش گیاهی ضعیفی دارد که برای چرای دام‌ها مناسب نیست. استپ در زبان روسی استپ و در زبان آلمانی استپه است.
در قاره اروپا، برخی مناطق مدیترانه‌ای همچون مرکز سیسیل در ایتالیا، جنوب پرتغال، بخش‌هایی از یونان (به ویژه در بخش جنوبی آتن)، دارای پوشش گیاهی شبیه استپ هستند. دیوید آنتونی، استاد بازنشستهٔ انسان‌شناس در کتاب اسب، چرخ و زبان حدس می‌زند که استپ‌های اوراسیا نقش بسزایی در گسترش اسب، چرخ و زبان‌های هندواروپایی داشته‌اند.